# Monte Piyashiri
El Monte Piyashiri (ピヤシリ山 Piyashiri-san?) es una montaña en la Sierra de Kitami. Está situado las cercanías de las problaciones de Nayoro, Ōmu y Shimokawa, en la isla de Hokkaidō, Japón.
El asteroide 16466 Piyashiriyama toma su nombre en su honor.